# رادوغا (كبسولة فضائية)

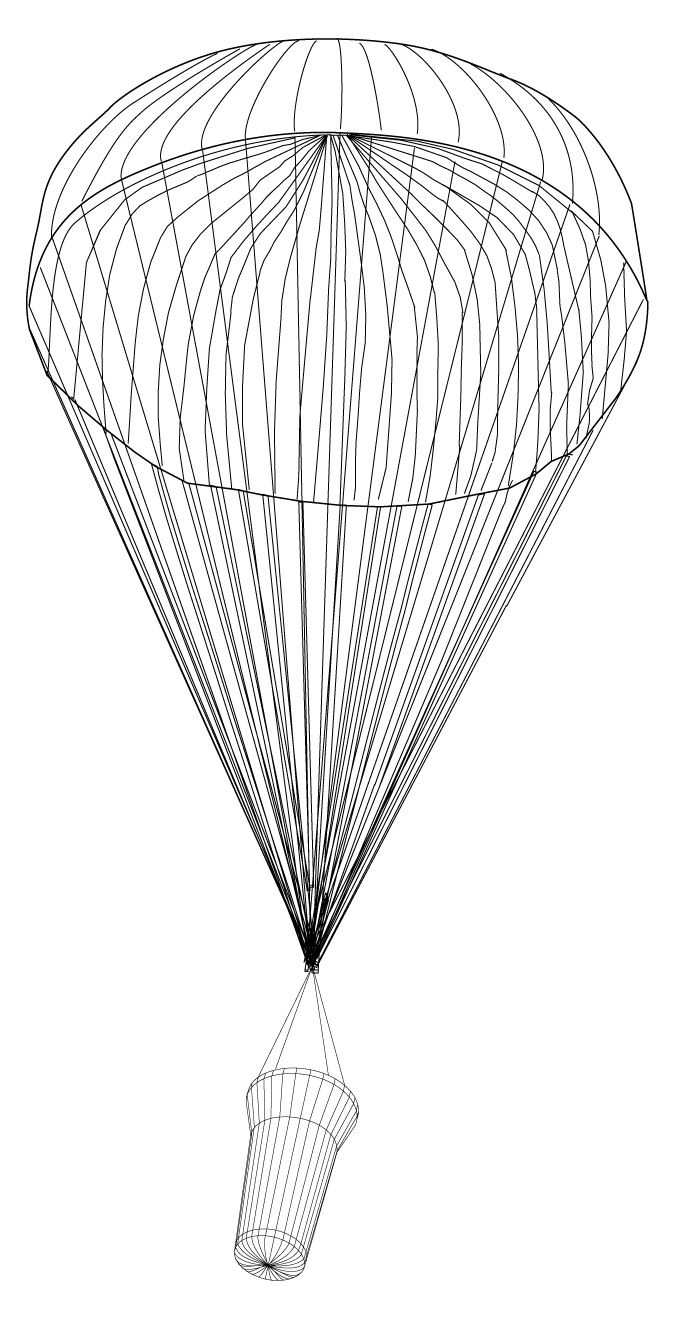
صورة من وكالة ناسا لكبسولة رادوغا -VBK خلال الهبوط النهائي إلى الأرض.

رادوغا -VBK كبسولة عائدة (أي تطلق إلى الفضاء وتعود إلى الأرض) كانت تستخدم لإعادة المواد من محطة الفضاء الروسية مير إلى الأرض. كانت المواد تنقل إلى محطة مير باستخدام مركبة بروغريس-M لشحن البضائع. ولإعادة المواد إلى الأرض يتم استخدام كبسولة رادوغا -VBK.
تثبت الكبسولة على مركبة بروغريس-M أثناء التحام المركبة بمحطة الفضاء الدولية، وبعد أن تنفصل مركبة بروغريس-M عن المحطة، تبدأ بالسباحة في الفضاء (وهي تحمل الكبسولة)، وتقترب من الغلاف الجوي للأرض ويقل ارتفاعها نتيجة جاذبية كوكب الأرض التي تقوم بسحبها، وعندما تصل المركبة إلى ارتفاع 120 كم فوق سطح الأرض تقوم بقذف الكبسولة وإطلاقها، تحترق بعدها مركبة بروغريس-M في الغلاف الجوي بينما تكمل كبسولة رادوغا -VBK هبوطها باستخدام المظلة نحو الأرض إلى أن تصل إلى مكان الهبوط المحدد.
يبلغ طول كبسولة رادوغا -VBK حوالي 1.5 متر، وقطرها 60 سم، ويبلغ وزنها فارغة حوالي 350 كلغ. وبإمكانها إعادة حوالي 150 كغم من البضائع إلى الأرض.
قامت وكالة الفضاء الأوروبية بإجراء دراسة على نظام شبيه جدا في عمله بالنظام السابق أطلق عليه اسم نظام استرداد الحمولة الصافية (الذي يعرف اختصارا ب PARES)، لكي يتم استخدامه مع مركبة النقل الآلية.
| اسم كبسولة    | تاريخ الإطلاق       | محمولة على         | ملاحظات                                 |
| ------------- | ------------------- | ------------------ | --------------------------------------- |
| رادوغا VBK-1  | 27 سبتمبر 1990      | مركبة بروغريس M-5  |                                         |
| رادوغا VBK-2  | 19 مارس 1991        | مركبة بروغريس M-7  | فقدت أثناء العودة                       |
| رادوغا VBK-3  | 20 أغسطس 1991       | مركبة بروغريس M-9  |                                         |
| رادوغا VBK-4  | 17 أكتوبر 1991      | مركبة بروغريس M-10 |                                         |
| رادوغا VBK-5  | 19 أبريل 1992       | مركبة بروغريس M-12 |                                         |
| رادوغا VBK-6  | 15 أغسطس 1992       | مركبة بروغريس M-14 |                                         |
| رادوغا VBK-7  | 31 مارس 1993        | مركبة بروغريس M-17 | عادت الكبسولة بواسطة مركبة بروغريس M-18 |
| رادوغا VBK-8  | 10 آب / أغسطس 1993  | بروغريس مرك M-19   |                                         |
| رادوغا VBK-9  | 11 أكتوبر 1993      | بروغريس مرك M-20   |                                         |
| رادوغا VBK-10 | 22 آذار / مارس 1994 | بروغريس مرك M-22   |                                         |